# Viləş Masallı Futbol Klubu
Viləş Masallı foi uma equipe azeri de futebol com sede em Masallı. Disputava a AFFA Amateur League.
Seus jogos são mandados no Anatoliy Banishevskiy Stadium, que possui capacidade para 7.500 espectadores.

## História
O Viləş Masallı foi fundado em 1967.